# Tipula (Emodotipula) marmoratipennis
Tipula (Emodotipula) marmoratipennis is een tweevleugelige uit de familie langpootmuggen (Tipulidae). De soort komt voor in het Oriëntaals gebied.